# チマルポポカ文書
『チマルポポカ文書』（チマルポポカぶんしょ、スペイン語: Códice Chimalpopoca）とは、16世紀にラテン文字で書かれたナワトル語およびスペイン語の文書で、スペイン人による征服以前のメキシコ盆地の歴史およびアステカ神話を知るための重要な資料である。原本は現存しない。

## 概要
『チマルポポカ文書』は全部で43枚からなり、22cm×15cmの紙の両面に書かれている。最後の1枚は失われたと考えられていたが、18世紀メキシコの学者アントニオ・デ・レオン・イ・ガマ (Antonio de León y Gama) による写しがフランス国立図書館に残されているのが発見された。異なる著者による3つの文書から構成され、うち2つはナワトル語、1つはスペイン語で書かれているが、ナワトル語で書かれた2つの文書が特に重要であり、出版された本からスペイン語の部分が除かれていたため、『チマルポポカ文書』の名前でこの2文書のみを指すこともある。ナワトル語部分の題は後世の学者によってスペイン語でつけられた。
1. クアウティトラン年代記(Anales de Cuauhtiltán) - 著者は不明。1563年にナワトル語で書かれたが、その後に書かれた追加部分がある。34枚（68ページ）を占める。チチメカが原郷のチコモストクから出発した1の葦の年（635年）にはじまる伝統的な52年周期のシウポワリに従った年代記の形式を取る。817年から1070年までは伝説的なトゥランの記述に費され、トピルツィン・ケツァルコアトルが神になった伝説（キリストに似せて描かれている）などが記される。主要な部分は3のウサギの年（1430年）のアステカ帝国の成立から1の葦の年（1519年）のスペイン人の到来までである。
2. 神々と貴族の祭祀についての短い報告書 (Breve relación de los dioses y ritos de la gentilidad) - 先住民のキリスト教聖職者であるペドロ・ポンセ・デ・レオンという人物によるスペイン語による報告書。3枚（6ページ）の短いものである。
3. 太陽の伝説(Leyenda de los soles) - 著者は不明。1558年5月22日の日付がある。テスカトリポカとケツァルコアトルらの神々による創造神話を記した現存する唯一のナワトル語の文献である。6枚（11ページ）を占める。もともとは現存しない絵文書の説明であったと思われ、文章の中に「この太陽は……」のような指示語が多用される。世界が何度も創造と破壊を繰りかえし、現在の世界は5回めのもの（5番目の太陽）であるとされる。人間の生贄は太陽を養うために必要とされる。続いてシウネルとミミチの2人の英雄の話、軍事的征服、トゥランの興亡、スペイン人の到来までのメシカの歴史が記される。

## 文書の歴史
ナワトル語のつづりから見て、原本は1590年以降に筆写されたものと考えられる。17世紀のロレンツォ・ボトゥリーニのコレクションに含まれていた。
『チマルポポカ文書』の名前は、この文書を1850年ごろに発見したシャルル・エティエンヌ・ブラッスール・ド・ブールブールによってつけられた。名前はこの文書を翻訳しようと試みた19世紀はじめの学者ファウスティーノ・ガリシア・チマルポポカにちなんでいる。
メキシコ国立人類学博物館に所蔵され、1945年にプリモ・フェリシアーノ・ベラスケス (Primo Feliciano Velázquez) によって複製が出版されたが、その後1949年以前に行方不明になった。

## 翻訳
- History and Mythology of the Aztecs: Codex Chimalpopoca. translated by John Bierhorst. University of Arizona Press. (1992). ISBN 0816511268（ナワトル語で書かれた2つの文書の英語訳。）